# 高山市立丹生川中学校
高山市立丹生川中学校 （たかやましりつ にゅうかわちゅうがっこう）は、岐阜県高山市にある公立中学校。
校区は高山市丹生川町全域（旧・丹生川村）である。

## 沿革
- 1947年（昭和22年）4月 - 丹生川立丹生川中学校として開校。丹生川小学校の校舎を仮校舎とする。白井分校（白丹生川小学校白井分校に併設）、旗鉾分校（丹生川小学校旗鉾分校に併設）、三之瀬分校（丹生川小学校三之瀬分校に併設）、折敷地分校（丹生川小学校折敷地分校に併設）、国見分校（丹生川小学校国見分校に併設）を設置。
- 1950年（昭和25年）4月 -
  - 校舎を新築し移転。
  - 白井分校が白井中学校、旗鉾分校が旗鉾中学校、三之瀬分校が三之瀬中学校、折敷地分校が折敷地中学校、国見分校が国見中学校として独立する。
- 1965年（昭和40年）12月 - 定例議会で中学校の統合が提案される。
- 1966年（昭和41年） - 教育対策審議会にて、中学校統合が提案される。
- 1967年（昭和42年）4月 - 中学校統合特別委員会が発足。丹生川村の6つの中学校の統合が進められる。
- 1970年（昭和45年）4月 - 丹生川中学校に白井中学校、旗鉾中学校、三之瀬中学校、折敷地中学校、国見中学校を統合。名目上の統合であり、統合された中学校は分教場（白井分教場、旗鉾分教場、三之瀬分教場、折敷地分教場、国見分教場）となる。
- 1972年（昭和47年）
  - 2月 - 新校舎（鉄筋コンクリート造4階建）及び寄宿舎が完成。
  - 4月 - 白井分教場、旗鉾分教場、三之瀬分教場、折敷地分教場、国見分教場を廃止。
- 1988年（昭和63年） - 寄宿寮を廃止。
- 2005年（平成17年）2月1日 - 丹生川村が高山市に編入される。同時に高山市立丹生川中学校に改称する。